# ラインホルト・ヤボ
ラインホルト・ヤボ（Reinhold Yabo 、1992年2月10日 - ）は、ドイツ・ノルトライン＝ヴェストファーレン州アルデンホーフェン出身の元プロサッカー選手。現役時代のポジションは、ミッドフィールダー。
コンゴ民主共和国にルーツを持つ。

## クラブ経歴
2001年、1.FCケルンの下部組織に入団。2009年、フリッツ・ヴァルター・メダルU-17部門で銀メダルを受賞。
2009–10シーズンにU-19チームに昇格。2009年8月、レギオナルリーガのフォルトゥナ・デュッセルドルフII戦でリザーブチーム初出場。2010年4月のVfLボーフム戦でトップチームデビュー。シーズン終了後、フリッツ・ヴァルター・メダルU-18部門で銀メダルを受賞。

## 代表歴
U-15世代からドイツ代表に選ばれている。UEFA U-17欧州選手権2009と2009 FIFA U-17ワールドカップではキャプテンを務めた。

## タイトル
FCレッドブル・ザルツブルク
- ブンデスリーガ:2015-16,2017-18